# Gamera 3 : La Revanche d'Iris
Série
Gamera 2 : L'Attaque de la légion
(1996)
Pour plus de détails, voir Fiche technique et Distribution.
Gamera 3 : La Revanche d'Iris (ガメラ3 邪神〈イリス〉覚醒, Gamera Surī: Irisu Kakusei) est un film japonais réalisé par Shūsuke Kaneko, sorti en 1999.

## Fiche technique
- Titre français : Gamera 3 : La Revanche d'Iris
- Titre original : ガメラ3 邪神〈イリス〉覚醒, Gamera Surī: Irisu Kakusei
- Réalisation : Shūsuke Kaneko
- Scénario : Kazunori Itō (en) et Shūsuke Kaneko
- Production : Miyuki Nanri, Naoki Sato, Tsutomu Tsuchikawa et Yasuyoshi Tokuma
- Musique : Kō Ōtani
- Photographie : Junichi Tozawa
- Montage : Isao Tomita
- Pays d'origine : Japon
- Langue originale : japonais
- Format : Couleurs - 1,85:1 - Stéréo - 35 mm
- Genre : Action, science-fiction
- Durée : 108 minutes
- Date de sortie : 1999 (Japon)

## Distribution
- Shinobu Nakayama : Mayumi Nagamine
- Ai Maeda : Ayana Hirasaka
- Yukijirō Hotaru : Inspecteur Osako
- Ayako Fujitani : Asagi Kusanagi
- Senri Yamazaki : Mito Asakura
- Tooru Teduka : Shin'ya Kurata
- Yuu Koyama : Tatsunari Moribe
- Nozomi Andou : Miyuki Moribe
- Kei Horie : Shigeki Hinohara
- Norito Yashima : Sakurai
- Hirotaro Honda : Mr Saito
- Aki Maeda : Ayana enfant
- Hiroyuki Watanabe : Commandant
- Yukie Nakama : Campeuse
- Kunihiko Mitamura : Le père d'Ayana
- Yūsuke Kawazu : Akio Nojiri

## Making of
Le film a fait l'objet d'un making of réalisé par Hideaki Anno et intitulé Gamera 1999.

## Distinctions
- Prix du meilleur son (Yasuo Hashimoto), lors du Mainichi Film Concours 2000.